# Résidence principale en droit français
La résidence principale est, selon la définition de l'INSEE, l'habitation occupée de façon habituelle et à titre principal par une ou plusieurs personnes d'un même ménage, par opposition à la résidence secondaire.
Cette définition a un intérêt essentiellement pour les autorités civiles et militaires : connaître le lieu principal de vie d'une personne permet de déterminer certains impôts, ouvre droit à inscription sur les listes électorales et sert de domiciliation.
La résidence principale est aussi une information sociologique, permettant de situer une personne dans son environnement social.
Enfin, d'un point de vue psychologique, c'est un lieu important de développement personnel où la personne dispose d'une grande liberté pour mener ses activités et organiser ses relations sociales : célibat, vie en couple, en famille, accueil d'invités, etc.

## Problématique
La grande majorité des gens vivent dans un logement bien identifié. Pour différentes raisons, telles que des raisons sociales ou juridiques, il est important de déterminer si ce logement est la résidence principale.
De nombreuses personnes ne disposent que d'un seul logement. Dans cette situation, ce logement unique est de fait leur résidence principale. Cependant certaines personnes disposent de plusieurs habitations qu'elles occupent à tour de rôle dans l'année. Par exemple, une personne qui vit dans son appartement en ville onze mois de l'année et qui passe ses vacances d'été dans sa maison de campagne, dispose de deux résidences. La première est sa résidence principale et l'autre sa résidence secondaire. De même, une personne qui voyage toute l'année d'une de ses nombreuses résidences à une autre, ne disposera de fait que d'une seule résidence principale. Enfin, certaines personnes sont sans domicile fixe (ou SDF). Elles ne disposent, elles, d'aucune résidence et donc, de fait, d'aucune résidence principale.
Pour le cas des forains ou des personnes nomades, ils sont considérés "sans résidence principale". Pour des raisons juridiques, on leur demande par contre des documents spécifiques à leur profession et leurs véhicules permettant le transport du matériel nécessaire au bon déroulement de leur travail.
(Partie à compléter : cas des personnes qui ont un mode de vie itinérant : forains, nomades)

## Rôle social
La résidence principale tient un rôle social important dans la mesure où d'une part, elle offre à chacun un refuge privé et où, d'autre part, elle participe à la définition de l'identité de chacun.
La résidence principale est en général le lieu d'habitation quotidien de toute la famille. Elle donne à la personne qui habite un espace privé pour y créer son univers personnel et y retrouver ses proches. Elle lui donne une identité locale : un quartier, un village, une région, un pays. Elle lui donne un statut : citadin ou rural, ouvrier ou bourgeois, etc.

## Notion juridique
La notion de résidence principale est avant tout juridique. Elle détermine les droits et les obligations qui en dépendent :
- au quotidien, il s'agit essentiellement du montant des impôts locaux, de l'école de rattachement, d'avantages sociaux tels que prêts et subventions, du droit de s'inscrire sur les listes électorales, du coût d'accès aux équipements collectifs (piscines, salles de spectacles, cantines), etc.
- parfois elle détermine le droit applicable, notamment en matière d'imposition des revenus pour des personnes dont le domicile est dans un pays étranger.

Par définition, la résidence principale est un lieu unique, ce qui permet de régler les éventuels conflits engendrés par l'existence de plusieurs lieux de résidence, par exemple pour le paiement des impôts ou la participation à une élection.
En France, cette notion est définie dans le Code Civil ; dans ce sens, elle est synonyme de domicile. Du fait de son caractère juridique, la qualité de "principale" est fixée par la loi et non par ceux qui y habitent. Ainsi le logement où la personne vit le plus souvent dans l'année sera qualifié de résidence principale et une résidence secondaire utilisée peu souvent ne pourra être choisie comme résidence principale, même si elle supporte moins d'impôt.
En ce qui concerne la location d'un logement, la notion de résidence principale est importante car elle conditionne les dispositions légales applicables à la location. Elle est définie par la loi comme « le logement occupé au moins huit mois par an, sauf obligation professionnelle, raison de santé ou cas de force majeure, soit par le preneur ou son conjoint, soit par une personne à charge au sens du code de la construction et de l'habitation ».

## Résidence principaleversusautres résidences
La résidence, quand elle n'est pas principale, est le lieu de vie à un moment donné. C'est souvent un lieu provisoire. Par exemple, le lieu où l'on passe ses vacances ; pour un enfant qui vit alternativement chez son père et sa mère, c'est le domicile du parent qui en a la garde à un moment donné ; pour une personne qui, pour des raisons professionnelles, vit dans une autre ville ou un autre pays que celui où vit sa famille, c'est le lieu d'habitation provisoire lors de ses déplacements.

## Propriété ou location
Toute personne est libre du titre d'occupation de sa résidence principale : location, propriété, usufruit, occupation à titre gracieux (gratuite), etc.

## Cohabitation
Certains lieux font cohabiter à la fois des résidences principales et des résidences secondaires.